# Дмитриевский сельсовет (Сакмарский район)
Дмитриевский сельсовет — сельское поселение в Сакмарском районе Оренбургской области Российской Федерации.
Административный центр — посёлок Жилгородок.

## История
Статус и границы сельского поселения установлены Законом Оренбургской области от 2 сентября 2004 года № 1424/211-III-ОЗ «О наделении муниципальных образований Оренбургской области статусом муниципального района, городского округа, городского поселения, установлении и изменении границ муниципальных образований».

## Население
| 2010  | 2012  | 2013  | 2014  | 2015  | 2016  | 2017  |
| ----- | ----- | ----- | ----- | ----- | ----- | ----- |
| 1703  | ↘1593 | ↘1550 | ↘1500 | ↘1418 | ↗1439 | ↘1348 |
| 2018  | 2019  | 2020  | 2021  |       |       |       |
| ↘1317 | ↘1282 | ↘1269 | ↘1254 |       |       |       |

## Состав сельского поселения
| № | Населённый пункт | Тип населённого пункта          | Население |
| - | ---------------- | ------------------------------- | --------- |
| 1 | 202 км           | разъезд                         | 37        |
| 2 | Жилгородок       | посёлок, административный центр | 1666      |